# Celine Van Gestel
Celine Van Gestel, född 7 november 1997 i Turnhout i Belgien, är en belgisk volleybollspelare (vänsterspiker).
Hennes karriär börjar i ungdomsakademin hos Spinley Dessel, och gick därefter vidare till Smash Oud-Turnhouts. Säsongen 2012–2013 debuterade hon i Liga A med Asterix Kieldrecht. Hon stannade med klubben i sju år och vann fem supercuper, fem belgiska cuper och sex belgiskamästerskap. Säsongen 2019–2020 flyttade hon till Tyskland för att spela Volleyball-Bundesliga (damer) med Allianz MTV Stuttgart. Året efter gick hon över till Azzurra Volley San Casciano i italienska Serie A1.
Van Gestel spelade med U18-landslaget från 2011 till 2013, med U19-landslaget från 2012 till 2014 och med U20-landslaget från 2013 till 2015. Hon debuterade i seniorlandslaget 2013 och blev senare lagkapten för landslaget. Hon avslutade sin spelarkarriär 2024.